# Juan de San Pedro y Ustarroz
Juan de San Pedro y Ustarroz, O.C.D. (řeholním jménem: Jan od Ježíše a Marie; 27. ledna 1564 Calahorra – 28. května 1615 Monte Compatri) byl španělský řeholník Řádu bosých karmelitánů.

## Život
Narodil se 27. ledna 1564 v obci Calahorra v provincii La Rioja jako syn lékaře Diega de San Pedro a Anny Ustarroz.
Jeho rodiče mu zajistili důkladné vzdělaní. Během studia v Salamance se setkal s Řádem bosých karmelitánů. Po studiu na univerzitě v Alcalá de Henares vstoupil do noviciátu karmelitánů v Pastraně. Jako vzdělaný muž se brzy stal profesorem na Colegio Comlutense a roku 1590 přijal kněžské svěcení.
Roku 1585 byl poslán do Janova, aby založil první klášter bosých karmelitánů mimo území Španělska. Roku 1593 se zúčastnil kapituly v Cremoně, kde se bosí karmelitáni oddělili od Řádu karmelitánů. O čtyři roky později byl pozván do Říma, kde vypracoval konstituce pro italskou kongregaci řádu. Roku 1611 byl zvolen generálem řádu.
Po dokončení svého funkčního období se usadil v klášteře sv. Silvestra v Monte Compatri. Těšil se velké autoritě, kardinálové a panovníci vyhledávali jeho rady a byl velmi ctěn papežem Pavlem V. Zemřel 28. května 1615.

## Proces svatořečení
Proces byl zahájen 22. března 1996 v diecézi Řím. Dne 25. listopadu 2021 uznal papež František jeho hrdinské ctnosti.